# (4736) Johnwood
(4736) Johnwood est un astéroïde de la ceinture principale, de la famille de Hungaria.

## Description
(4736) Johnwood est un astéroïde de la ceinture principale, de la famille de Hungaria. Il présente une orbite caractérisée par un demi-grand axe de 1,96 UA, une excentricité de 0,14 et une inclinaison de 22,0° par rapport à l'écliptique.

## Compléments